# Le Royaume de la rivière
Le Royaume de la rivière (titre original : Bridge to Terabithia, littéralement Le Pont de Terabithia) est un roman américain écrit en 1977 par Katherine Paterson. Il a paru en français aux Éditions de l'Amitié en 1985. 
En 2007, un mois après son adaptation au cinéma sous le titre français Le Secret de Terabithia, le roman a été réédité avec ce même titre chez Hachette.

## Résumé
Jess, un garçon solitaire, timide et introverti de 11 ans, est le souffre-douleur des élèves de son école. À la maison, sa famille nombreuse connaît des difficultés financières et s'en prend à lui, notamment son père, qui le rabroue tous les jours, sa petite sœur collante et ses deux grandes sœurs méprisantes. Heureusement, sa seule passion pour le dessin lui offre une évasion. Jusqu'au jour où il fait la rencontre de Leslie, la fille d'un couple d'écrivains, qui vient d'emménager près de chez lui. Devenue la cible des filles du collège, Leslie et son nouvel ami inventent le monde imaginaire de Térabithia, dans lequel ils fuient la dure réalité de la vie quotidienne. Mais le jour où Leslie meurt, noyée dans le torrent de la forêt, le monde de Jess s'écroule et le garçon se retrouve aussi seul et isolé qu'avant.

## Adaptation
Le roman a été adapté en 2007 au cinéma, sous le titre Le Secret de Terabithia, réalisé par Gábor Csupó.